# جيرار برتراند
جيرار برتراند (بالفرنسية: Gérard Bertrand)‏ هو لاعب اتحاد الرغبي فرنسي، ولد في 27 يناير 1965 في أربونة في فرنسا.